# Leuchtendgelber Klumpfuß
Der Leuchtendgelbe oder Schöngelbe Klumpfuß (Calonarius splendens, Syn.: Cortinarius splendens) ist eine Pilzart aus der Familie der Schleierlingsverwandten.

## Merkmale

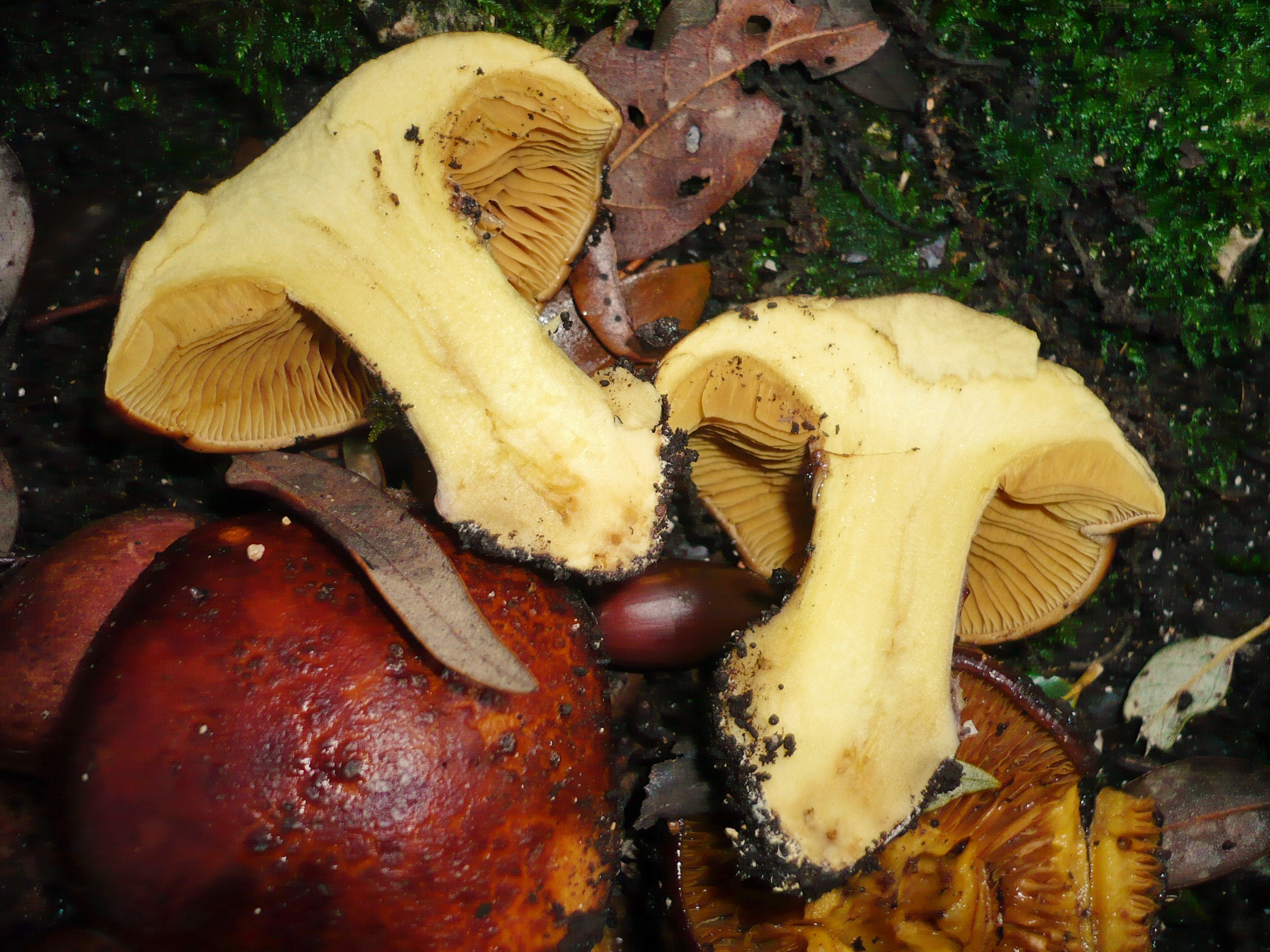
Fruchtkörper im Längsschnitt

### Makroskopische Merkmale
Der 4 bis 9 Zentimeter durchmessende Hut ist jung gewölbt und später zu einer flach ausgebreiteten Form aufgeschirmt.
Die Huthaut ist außen von schwefel- bis chromgelber Farbe – in der Mitte rot- bis dunkelbraun und mit dunkleren Schüppchen besetzt – und bei feuchtem Wetter schmierig bis schleimig. Der Hutrand ist jung eingerollt und später scharf.
Jüngere Fruchtkörper haben leuchtend schwefelgelb gefärbte Lamellen, die gerade bis ausgebuchtet angewachsen sind, untermischt und fast gedrängt stehen und leicht gesägte oder grobschartige Schneiden haben. Sie werden später mit Reife der Sporen wie diese rostbraun gefärbt.
In frühen Entwicklungsstadien existiert eine Teilhülle (Velum partiale), die als ein orangefarbener Haarschleier (Cortina) ausgebildet ist, der später schwindet und Reste am Stiel hinterlässt.
Der vollfleischige Stiel wird 4 bis 9 Zentimeter hoch, mehr oder weniger gleichmäßig 1 bis 1,5 Zentimeter dick mit gerandet-knolliger Basis. Die Oberfläche des Stiels ist trocken und mit orangefarbenen, später von ausgefallenem Sporenstaub rostbraun verfärbten Velumfasern (Cortinareste) überzogen. Myzelreste an der Basis sind deutlich schwefelgelb.
Das schwefelgelbe, feste Fleisch hat keinen besonderen Geruch, schmeckt mild und verfärbt sich mit Lauge (Kaliumhydroxid-, Natriumhydroxid- oder Ammoniak-Lösung) dunkelrot bis rotbraun.

### Mikroskopische Merkmale
Die Sporen erscheinen als Sporenpulver rostbraun. Sie sind mandelförmig mit einer warzigen Oberfläche und messen 9 bis 12 auf 5 bis 7 Mikrometer.

## Artabgrenzung
Er wird häufig mit dem essbaren Anis-Klumpfuß verwechselt, unterscheidet sich von diesem jedoch durch den fehlenden Anisgeruch. Auch andere gelbfarbene Schleierlingsverwandte sehen ähnlich aus, darunter essbare wie der Prächtige (Calonarius elegantissimus) oder der Fuchsige Klumpfuß („Cortinarius“ fulmineus), der Geschmückte oder der Ziegelgelbe Schleimkopf.
Sehr ähnlich ist der Dottergelbe Klumpfuß (Calonarius meinhardii). Oberflächlich hat dieser Schleierling auch Ähnlichkeit zu einigen Ritterlingen (zum Beispiel dem Grünling).
Das dunklere Muster auf der Hutmitte, Fleisch- und Myzelfarbe und sein Standort (Nadelwald) gelten als wichtigste Merkmale. Aufgrund der ausgesprochen schwierigen Artabgrenzung wird vom Verzehr ähnlicher oder verwandter Arten ab- oder auch die Konsultation professioneller Pilzberatung angeraten.

## Ökologie und Verbreitung
Calonarius splendens kommt in Laubwäldern vor und lebt in Mykorrhiza-Symbiose mit Buchen. Er bevorzugt kalkhaltigen Böden, fruchtet zwischen August und November und kommt in Europa und Nordamerika vor.

## Toxikologie
Die Art ist gefährlich (eventuell potenziell tödlich) giftig. Er wurde früher als essbar angesehen, doch wurden in jüngerer Zeit schwere Vergiftungen mit akutem Nierenversagen bekannt, wenngleich in Dünnschichtchromatographie kein Orellanus-Toxin (die typischen Gifte seiner Verwandten) beziehungsweise noch überhaupt kein Gift chemisch nachgewiesen werden konnte und daher andere Nephrotoxine vermutet werden. Die Vergiftungserscheinungen traten mehrere Tage verzögert und nach mehrmaligem Genuss auf.

## Systematik und Taxonomie
Der Leuchtendgelbe Klumpfuß gehörte lange der Gattung der Schleierlinge (Cortinarius) an, welche aktuell (Stand 2022) in 10 Gattungen aufgetrennt wurde. Hierbei wurde die Art in die neue Gattung Calonarius überführt.